# Кочосон
Кочосон або Гочосон (кор. 고조선, кит.: 古朝鮮 — «стародавній Чосон», «стародавня Корея», 고, де «го» — стародавній, 조선 — Чосон) — перше корейське протодержавне утворення. За легендою, воно було засноване у 2333 році до н. е. Тангуном на берегах річок Ляо і Тхедон і займало територію півночі Корейського півострова й півдня Маньчжурії до свого падіння у 108 році до н. е.
Епоха Кочосону поділяється на періоди (названі за іменами монархів, які правили на початку кожного періоду) — Чосон Тангуна, Чосон Вімана і Чосон Кіджа. Хоча ентічна й політична монолітність цього соціо-культурного утворення ставиться багатьма світовими науковцями під сумнів, Кочосон розглядається корейськими дослідниками як найдавніша корейська держава, яка розвивалася еволюційно.

## Етнічна проблема
Жителі стародавнього Чосону належали до тунгуської мовної сім'ї, яка примикає до алтайських мов. Носії цих мов займали територію Маньчжурії, Східного Китаю, на північ від річки Янцзи, і Корейського півострову. Кочосон був розташований якраз у нижній Маньчжурії і на півночі Корейського півострова.
У китайських джерелах мешканці Кочосону й усіх земель на схід від нього позначалися сполученням ієрогліфів 東夷 (дун'і, «східні варвари», дослівно «люди з луками на Сході»), яке не мало конкретного етнічного наватаження. Проте сучасні корейські дослідники однозначно називають жителів Кочосона корейцями або протокорейцями.

## Географічне положення
Згідно з результатами етимологічних та археологічних досліджень стародавніх поселень і стоянок на території Кочосону, його історичний центр розміщують або в районі сучасного Пхеньяну, або в районі річки Ляо, на північ від сучасного кордону між КНДР і КНР. Більшість учених дотримуються думки, що Кочосон як соціо-культурна спільність виник на берегах річок Ляо і Тхедон, на південному сході сучасної Маньчжурії. З 4 століття до н. е., через агресію китайської держави Янь, центр Кочосону було перенесено до району сучасного Пхеньяну.

## Легенда про заснування

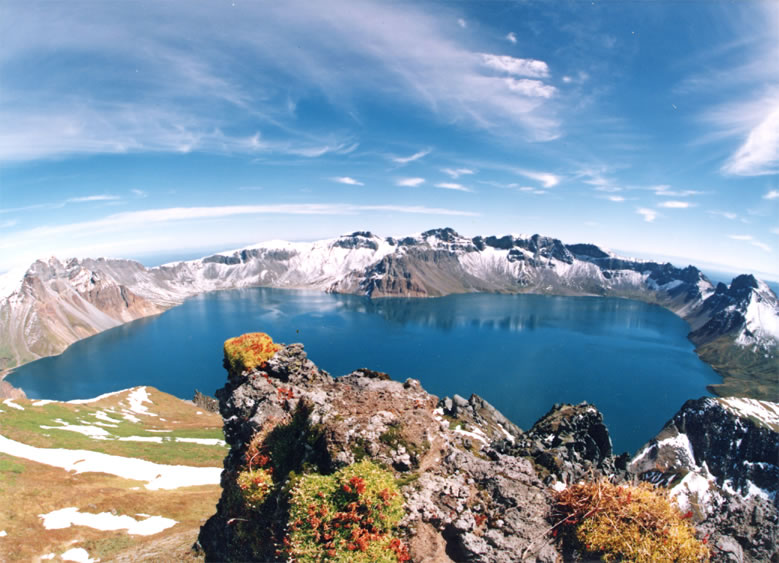
Чхонджі (Небесне озеро) на горі Пектусан, де, за переказами, з Небес спустився батько Тангуна

Засновником Кочосону, а згідно з офіційною корейською історіографією і Кореї, є легендарний Тангун. Перші згадки про заснування стародавньої корейської держави з'являються у «Самгук Юса», корейській хроніці 13 століття. Подібні відомості можна також знайти і у хроніках «Чеван Унгі».
За легедою, у повелителя Неба Хваніна (환인, 桓因, ім'я, що також з'являється в індійських буддистських текстах) був син Хванун, який побажав жити на Землі серед людей. Батько дав йому на це свій дозвіл. Хванун спустився на гору Пектусан з трьома тисячами помічників і заснував місто Сінсі (신시, 神市, «божественне місто» або «місто богів»). Разом із міністрами хмар, дощу і вітру, він розробив норми права і моральні закони, та навчив людей різним ремеслам, медицині і сільському господарству.
В той же час в печері жив тигр і ведмедиця, які день і ніч молилися Хвануну про надання їм людської зовнішності. Почувши їх молитви, Хванун дав їм двадцять зубчиків часнику і пучок чорнобилю, наказавши їсти тільки цю їжу і триматися далеко від сонячного світла протягом ста днів. Тигр незабаром здався і покинув печеру, а ведмедиця залишилася і за 21 день перетворилася на жінку.
Жінка-ведмедиця уньо (웅녀, 熊女) була дуже вдячна Хвануну і постійно робила йому підношення. Проте незабаром вона засумувала без чоловіка. Під сандаловим деревом вона знову почала молитися до богів щоб отримати дитину. Хванун вислухав її молитви, узяв її за дружину і, незабаром, вона народила хлопчика — Вангома Тангуна (단군 왕검, 檀君王儉).
Тангун зійшов на трон на 50-й рік після початку правління міфічного китайського імператора Яо. Він переніс столицю у місто Асадаль на горі Пегак (або Кунхоль). За 1500 років, у рік Кімьо, цар Ву династії Чжоу подарував одне зі своїх володінь Ці Цзі (не плутати з історичною особою Ці-цзі) Чосону, і Тангун переніс столицю у Чанданген. Нарешті, у віці 1908 років, він повернувся до Асадалю і перетворився на бога гір.
Згідно з «Тонгук Тхоннам» (1485), Кочосон був заснований у 2333 році до н. е. Хоча дата заснування відрізняється у різних історичних джерелах, всі вони пов'язують її з царюванням міфічного китайського імператора Яо (діапазон дат: 2357 до н. е. — 2256 до н. е.). У «Самгук Юса» зазначається, що Тангун сів на трон на 50-й рік після коронації Яо, «Седжон Сіллок» — що на перший, а «Тонгук Тхонгам» — що на 25-й.

### Суперечка щодо китайської династії
Теорії захоплення китайськими воєначальниками трону Кочосона й заснування в ньому китайської династії заперечуються корейськими ученими, проте китайські записи 3 століття до н. е. (коли Китай і Кочосон були у стані війни) свідчать про те, що Кіджа, вчитель і дядько останнього короля династії Інь (殷, також відомою як династія Шань), захопив у 1100 році до н. е. трон Кочосону. Цей відрізок історії Кочосона називається Чосоном Кіджа (інтервал між Чосоном Тангуна і Чосоном Вімана), проте в корейській історіографії цей термін використовується рідко.

## Культура
Знахідки унікальних гончарних виробів королівства Кочосон, розфарбованих і допрацьованих інструментами, датуються 2000 роком до н. е. Люди того часу займалися сільським господарством, збираючись у родові клани. На всьому півострові знаходять прямокутні хатини й обширні погребальні комплекси, у яких присутні різні предмети, такі як бронзові дзеркала та зброя. Існують також археологічні докази існування в той період часу невеликих оточених кріпосними стінами городищ.  [Архівовано 25 липня 2016 у Wayback Machine.]  [Архівовано 11 липня 2017 у Wayback Machine.]

### Кераміка Мумун
Протягом періоду Мумун (1500—300 до н. е.) прості грубі керамічні вироби заміщаються майстерними предметами з гребінцевим орнаментом, що, імовірно, прийшли з Сибіру і Маньчжурії. Такі керамічні вироби зазвичай мали товщі стінки й більшу різноманітність форм.  [Архівовано 7 лютого 2010 у Wayback Machine.] Цей період відомий також як корейська бронзова доба, однак бронзові предмети в той час порівняно рідкісні й трапляються не в усіх регіонах півострова.

### Вирощування рису
Близько 1200—900 років до н. е. до Кореї з Китаю прийшло культивування рису. Окрім нього, стародавні корейці вирощували й інші сільськогосподарські культури, такі як ячмінь, а також займалися тваринництвом.  [Архівовано 12 листопада 2006 у Wayback Machine.]

### Бронзові знаряддя
Початок Бронзової доби на Корейському півострові зазвичай датується 1-м тисячоліттям до н. е., у діапазоні 15-8 століття до н. е. Не зважаючи на те, що корейська культура бронзової доби походить від китайської бронзової культурури Ляонінь, вона мала унікальні елементи, особливо в галузі виготовлення ритуальних предметів. [недоступне посилання з квітня 2019]
До 7 століття до н. е. культура бронзової доби, на яку вплинули культури Китаю, Сибіру і кочового степу, процвітала в Кочосоні. Корейська бронза містила більше цинку, ніж бронза сусідніх країн. Бронзові артефакти, знайдені в усипальнях, включають в основному різні типи мечів, списів, кинджалів, дзвонів і дзеркал, які прикрашалися витіюватим геометричним орнаментом.  [Архівовано 7 лютого 2010 у Wayback Machine.]  [Архівовано 4 березня 2016 у Wayback Machine.]

### Поховання
Близько 900 року до н. е. поховальні обряди набирають ускладнених форм, що відображало еволюцію релігійних уявлень у соціумі стародавнього Чосона. Часто зустрічаються дольменоподібні кам'яні комплекси, які слугували місцем для поховання. Такі гробниці служили усипальницями для еліти суспільства. У них знаходять бронзову зброю, кераміку й інші предмети побуту.  [Архівовано 7 лютого 2010 у Wayback Machine.]  [Архівовано 26 грудня 2018 у Wayback Machine.]

## Соціальна організація
Кочосон вперше зустрічається в китайських історичних записах 7 століття до н. е. Згідно з цими джерелами, він був розташований біля Похайської бухти і торгував з китайською державою Кі (齊). В цей час Кочосон розглядається як окрема країна, проте археологічних доказів наявності державної організації у її жителів майже немає. [Архівовано 24 жовтня 2004 у Wayback Machine.]  [Архівовано 30 червня 2007 у Wayback Machine.]

## Монархія
До 4 століття до н. е. держави з розвиненим адміністративно-політичним апаратом зазвичай мали форму міст-держав. Поселення Кочосону були подібними до цих міст-держав.  [Архівовано 7 лютого 2010 у Wayback Machine.] Корейські історики вважають, що вони складали певну соціально-політичну й культурну спільність, що дає підстави визначати Кочосон як «федеративну державу».
Припускають, що з 4 століття до н. е., одночасно з правителями китайської держави Янь (燕), правителі Кочосону стали називати себе королями-ванами (王).  [Архівовано 24 жовтня 2004 у Wayback Machine.] Їх війська, озброєні бронзовою зброєю, змогли розширити володіння королівства до басейну річки Ляодун.  [Архівовано 25 липня 2016 у Wayback Machine.]
Близько 300 року до н. е. Кочосон втратив обширні території на заході після війни з Янь. Приблизно в той же час столиця Кочосона переміщається в район сучасного Пхеньяну  [Архівовано 24 жовтня 2004 у Wayback Machine.].
Деякі вчені вважають наявність конфлікту доказом існування державної організації в стародавніх корейців. [Архівовано 30 червня 2007 у Wayback Machine.]. Однак, оскільки ці докази є опосередкованими, а писемних свідчень, які б доводили існування в цьому регіоні саме державного утворення немає, більшість науковців розглядають Кочосон не як королівство, а племінний союз протодержавного типу. Кочосон був насамперед культурною спільністю, що доводять численні археологічні знахідки. Питання ж його політичної та етнічної приналежності залишаються без відповіді, оскільки писемні джерела з цього приводу мовчать.

### Культура залізної доби
Близько 4 століття до н. е. політичне утворення Чінгук захопило південну частину Корейського півострова. Про це вождівство відомо небагато. Найімовірніше, воно було попередником конфедерації Самхан. Близько 300 року до н. е. до Кореї з Китаю проникли технології обробки заліза. Воно вироблялося в південній частині півострова у 2 столітті до н. е. Згідно з китайськими джерелами, залізо з нижньої частини долини Накдонгу цінилося всюди на півострові та навіть у Японії.  [Архівовано 7 лютого 2010 у Wayback Machine.]

## Віман
Вихідець з китайської держави Янь Віман поступив на службу в Кочосоні як воєвода. Він узурпував трон у 194 році до н. е., скинувши короля Чуна. У 109 році до н. е. Вуді, китайський імператор династії Хань, почав масштабне завоювання Кочосону, перетнувши ріку Ляо. За рік Кочосон здався, а на його територіях — у південній Маньчжурії й північній частині Корейського півострова — виникли чотири китайські округи: Лолан або Луолань (樂浪, кор. Наннан), Сюаньту (玄菟, кор. Хьондо), Ченьфань (真番, кор. Чінбон), і Лінтунь (臨屯, кор. Імдун).

## Ранні три корейські царства
На руїнах Кочосона виникло декілька невеликих держав: Когурьо, Пуйо, Окчо і Тон'є. За декілька десятиліть три китайські округи були знищені місцевими жителями. Останній з них, Лолан, протримався до 313 року, коли він був завойований державою Когурьо. Правитель Чун заснував у південній частині Корейського півострова вождівство Чін (Чінгук), яке потім розвинулося в конфедерацію Самхан, передвісника держав Пекче й Сілла. Згодом Когурьо, Пекче та Сілла стануть трьома королівствами, які почнуть боротьбу за об'єднання Корейського півострова з 4 століття.